# Cercopis nigripes
Cercopis nigripes är en insektsart som först beskrevs av Victor Lallemand 1931.  Cercopis nigripes ingår i släktet Cercopis och familjen spottstritar. Inga underarter finns listade i Catalogue of Life.